# Rubia gedrosiaca
Rubia gedrosiaca là một loài thực vật có hoa trong họ Thiến thảo. Loài này được Bornm. miêu tả khoa học đầu tiên năm 1939.